# Campionati europei di nuoto 2012 - 200 metri stile libero maschili
La gara dei 200 metri stile libero maschili degli Europei 2012 si è svolta il 22 e 23 maggio 2012 e vi hanno partecipato 48 atleti. Le batterie e le semifinali si sono svolte il 22 e la finale nel pomeriggio del giorno successivo.

## Podio
| Pos.    | Atleta          | Nazione  |
| ------- | --------------- | -------- |
| Oro     | Paul Biedermann | Germania |
| Argento | Amaury Leveaux  | Francia  |
| Bronzo  | Dominik Kozma   | Ungheria |

## Record
Prima della manifestazione il record del mondo (RM), il record europeo (EU) e il record dei campionati (RC) erano i seguenti.
| Record mondiale       | 1'42"00 | Paul Biedermann           | 28 luglio 2009 Roma   |
| Record europeo        | 1'42"00 | Paul Biedermann           | 28 luglio 2009 Roma   |
| Record dei campionati | 1'44"89 | Pieter van den Hoogenband | 2 agosto 2002 Berlino |

## Risultati

### Batterie
| Pos. | Atleta                   | Nazionalità   | Tempo   | Batteria | Corsia | Note |
| ---- | ------------------------ | ------------- | ------- | -------- | ------ | ---- |
| 1    | Paul Biedermann          | Germania      | 1'47"39 | 7        | 4      | Q    |
| 2    | Dominik Kozma            | Ungheria      | 1'47"52 | 3        | 7      | Q    |
| 3    | Nimrod Shapira Bar-Or    | Israele       | 1'48"93 | 6        | 3      | Q    |
| 4    | Tim Wallburger           | Germania      | 1'49"04 | 5        | 5      | Q    |
| 5    | Riccardo Maestri         | Italia        | 1'49"13 | 5        | 1      | Q    |
| 6    | Alex Di Giorgio          | Italia        | 1'49"21 | 5        | 6      | Q    |
| 7    | Vjačeslav Andrusenko     | Russia        | 1'49"24 | 5        | 3      | Q    |
| 8    | Marco Belotti            | Italia        | 1'49"30 | 6        | 2      |      |
| 9    | Gianluca Maglia          | Italia        | 1'49"32 | 6        | 6      |      |
| 10   | Pieter Timmers           | Belgio        | 1'49"52 | 7        | 2      | Q    |
| 11   | Robert Renwick           | Gran Bretagna | 1'49"55 | 7        | 5      | Q    |
| 12   | Đorđe Marković           | Serbia        | 1'49"57 | 6        | 8      | Q    |
| 13   | Norbert Trandafir        | Romania       | 1'49"69 | 5        | 7      | Q    |
| 14   | Dimitri Colupaev         | Germania      | 1'49"78 | 7        | 6      |      |
| 15   | Glenn Surgeloose         | Belgio        | 1'49"88 | 7        | 7      | Q    |
| 16   | Pavel Medveckij          | Russia        | 1'50"19 | 5        | 2      | Q    |
| 17   | Dominik Meichtry         | Svizzera      | 1'50"20 | 5        | 4      | Q    |
| 18   | Clemens Rapp             | Germania      | 1'50"29 | 7        | 3      |      |
| 19   | Radovan Siljevski        | Serbia        | 1'50"34 | 4        | 5      | Q    |
| 20   | Amaury Leveaux           | Francia       | 1'50"38 | 6        | 4      | Q    |
| 21   | Kemal Arda Gürdal        | Turchia       | 1'50"40 | 4        | 3      |      |
| 22   | Lorys Bourelly           | Francia       | 1'50"45 | 6        | 7      |      |
| 23   | Tiago André Venâncio     | Portogallo    | 1'50"56 | 6        | 1      |      |
| 24   | Christian Scherübl       | Austria       | 1'50"83 | 7        | 8      |      |
| 25   | Jérémy Stravius          | Francia       | 1'50"91 | 6        | 5      |      |
| 26   | Gard Kvale               | Norvegia      | 1'51"15 | 3        | 1      |      |
| 27   | Radosław Bor             | Polonia       | 1'51"30 | 3        | 3      |      |
| 28   | Jean-Baptiste Febo       | Svizzera      | 1'51"34 | 4        | 8      |      |
| 29   | Pholien Systermans       | Belgio        | 1'51"49 | 4        | 4      |      |
| 30   | Balázs Zámbó             | Ungheria      | 1'51"62 | 4        | 7      |      |
| 31   | Stefan Šorak             | Serbia        | 1'51"63 | 3        | 8      |      |
| 32   | Aleksandr Selin          | Russia        | 1'51"66 | 4        | 2      |      |
| 33   | Uvis Kalniņš             | Lettonia      | 1'51"68 | 4        | 1      |      |
| 34   | Filip Bujoczek           | Polonia       | 1'51"71 | 3        | 4      |      |
| 35   | Danas Rapšys             | Lituania      | 1'51"92 | 2        | 4      |      |
| 36   | Simonas Bilis            | Lituania      | 1'52"03 | 3        | 5      |      |
| 37   | Květoslav Svoboda        | Rep. Ceca     | 1'52"10 | 3        | 6      |      |
| 38   | Luis Emanuel Vaz         | Portogallo    | 1'52"17 | 4        | 6      |      |
| 39   | Paweł Werner             | Polonia       | 1'52"19 | 7        | 1      |      |
| 40   | Evgheni Coroliuc         | Moldavia      | 1:52.61 | 1        | 5      |      |
| 41   | Jean-François Schneiders | Lussemburgo   | 1:53.71 | 2        | 2      |      |
| 42   | Mario Alexandre Pereira  | Portogallo    | 1:53.88 | 5        | 8      |      |
| 43   | Marco Aldabe-Bomstad     | Norvegia      | 1:54.34 | 2        | 3      |      |
| 44   | Ole Martin Ree           | Norvegia      | 1:55.03 | 2        | 6      |      |
| 45   | David Gamburg            | Israele       | 1:55.17 | 1        | 4      |      |
| 46   | Irakli Revishvili        | Georgia       | 1:55.37 | 3        | 2      |      |
| 47   | Aleksandăr Nikolov       | Bulgaria      | 1:57.36 | 2        | 7      |      |
| 48   | Heðin Olsen              | Fær Øer       | 2:04.26 | 1        | 3      |      |
| -    | Michał Szuba             | Polonia       | -       | 2        | 5      | DNS  |

### Semifinali
| Pos. | Atleta                | Nazionalità   | Tempo   | Batteria | Corsia | Note |
| ---- | --------------------- | ------------- | ------- | -------- | ------ | ---- |
| 1    | Dominik Kozma         | Ungheria      | 1'47"59 | 1        | 4      | Q    |
| 2    | Tim Wallburger        | Germania      | 1'47"90 | 1        | 5      | Q    |
| 3    | Paul Biedermann       | Germania      | 1'47"92 | 2        | 4      | Q    |
| 4    | Dominik Meichtry      | Svizzera      | 1'48"35 | 1        | 1      | Q    |
| 5    | Amaury Leveaux        | Francia       | 1'48"38 | 1        | 8      | Q    |
| 6    | Robert Renwick        | Gran Bretagna | 1'48"89 | 2        | 2      | Q    |
| 7    | Vjačeslav Andrusenko  | Russia        | 1'49"03 | 2        | 6      | Q    |
| 8    | Pieter Timmers        | Belgio        | 1'49"25 | 1        | 6      | Rit  |
| 9    | Alex Di Giorgio       | Italia        | 1'49"32 | 1        | 3      | Q    |
| 10   | Norbert Trandafir     | Romania       | 1'49"57 | 2        | 7      |      |
| 11   | Nimrod Shapira Bar-Or | Israele       | 1'49"69 | 2        | 5      |      |
| 11   | Đorđe Marković        | Serbia        | 1'49"69 | 1        | 2      |      |
| 13   | Glenn Surgeloose      | Belgio        | 1'49"79 | 1        | 7      |      |
| 14   | Radovan Siljevski     | Serbia        | 1'50"11 | 2        | 8      |      |
| 15   | Riccardo Maestri      | Italia        | 1'50"49 | 2        | 3      |      |
| 16   | Pavel Medveckij       | Russia        | 1'51"20 | 2        | 1      |      |

### Finale
| Pos.    | Atleta               | Nazionalità   | Tempo   | Corsia | Note |
| ------- | -------------------- | ------------- | ------- | ------ | ---- |
| Oro     | Paul Biedermann      | Germania      | 1'46"27 | 3      |      |
| Argento | Amaury Leveaux       | Francia       | 1'47"69 | 2      |      |
| Bronzo  | Dominik Kozma        | Ungheria      | 1'47"72 | 4      |      |
| 4       | Tim Wallburger       | Germania      | 1'47"75 | 5      |      |
| 5       | Dominik Meichtry     | Svizzera      | 1'48"53 | 6      |      |
| 6       | Vjačeslav Andrusenko | Russia        | 1'49"34 | 1      |      |
| 7       | Alex Di Giorgio      | Italia        | 1'49"45 | 8      |      |
| 8       | Robert Renwick       | Gran Bretagna | 1'49"57 | 7      |      |